# Упанаяна
Упанаяна (санскр. उपनयन IAST: upanayana — «посвящение», «введение», «подношение») — индуистский обряд инициации, связанный с получением священного шнура упавиты (санскр. उपवीत, IAST: upavīta), в ходе которого молодого человека одной из трёх высших варн, (брахманов, кшатриев или вайшьев) формально посвящают в изучение Вед. Обряд упанаяны знаменует окончание детства и вступление юноши в одну из трёх высших варн. Упанаяна представляет собой одну из шестнадцати санскар, предписываемых в Дхарма-шастрах и объясняемых в Грихья-сутрах.
Обряд упанаяны совершается над мальчиком из варны брахманов как минимум на седьмом году от рождения, над мальчиком из варны кшатриев — на тринадцатом, и над мальчиком из варны вайшьев — на семнадцатом. Совершение обряда упанаяны считается обязательным для всех представителей трёх высших варн. Раньше в Индии непосвящённый отлучался, и с ним запрещалось всякое общение. Обряд упанаяны считается вторым, духовным рождением (двиджа, т. е. «дваждырождённый») и сопровождается наречением посвящаемому нового имени. Он знаменует собой вступление мальчика в первую из четырёх стадий жизни в индуизме — стадию ученика (брахмачари). Церемония упанаяны сложная, часто занимает не один день и состоит из очистительных обрядов, почитания планет, ритуальной стрижки волос и др.